# Jordi Cartofílac
Jordi Cartofílac (en llatí Georgius Chartophylax) fou un escriptor grec sovint designat també com Georgius Callipolitanus que indicaria el seu origen de Cal·lípolis. De vegades es confon amb Jordi de Nicomèdia o amb Jordi de Pisídia, també anomenats «Cartofílacs». El càrrec de cartofílac es donava als arxivers i registradors eclesiàstics.
Va viure al segle xiii i va escriure uns versos iàmbics referits a la història d'Itàlia. La seva obra dataria de la meitat del segle. (Bandini, Catal. Cod. Laurent Medic. vol. 1. p. 25, &c.; Lleó Al·laci, Diatrib. de Geory. apud Fabricius Bibliotheca Graeca vol. 12. p. 14).